# Лапшин, Сергей Иванович
Серге́й Ива́нович Лапши́н (род. 17 октября 1974, Москва) — российский футболист, выступавший на позиции полузащитника; тренер. Отличник физической культуры и спорта (3 июня 2010).

## Карьера

### Игровая
Воспитанник московских СДЮСШОР «Крылатское» и «Спартак». В 1992 году дебютировал на профессиональном уровне в составе клуба «Трион-Волга» Тверь, выступавшего в Первой лиге российского футбола. Лапшин провёл 22 матча и забил один гол, но команде это не помогло. Под руководством тренеров Виктора Аржаных и сменившего его Бориса Журавлёва тверчане заняли 18-е место из 18 возможных.
Сергей Лапшин некоторое время числился в составе «Динамо» Москва, но на поле выходил лишь за дублёров. В Высшей лиге выступал за «Крылья Советов» Самара в 1998 году и за новороссийский «Черноморец» в следующем сезоне, проведя 11 и 4 матча соответственно.
Профессиональную карьеру завершил в 2004 году в ульяновской «Волге». До 2008 года выступал в составе любительских клубов «Фортуна» Мытищи и «Дмитров».
На любительском уровне трижды становился победителем зональных турниров Первенства КФК/ЛФЛ (1999, 2003, 2008), дважды — бронзовым призёром (2003, 2008) и однажды — серебряным (1999) — в финальных турнирах.

### Тренерская
Окончил Московскую государственную академию физической культуры в 1996 году, с 2010 года работал тренером в команде «Строгино». В 2012 году получил тренерскую лицензию категории C. В 2016 году в качестве главного наставника возглавил «Велес». В январе 2019 года покинул клуб. Также работал детским тренером в школах «Мегасфера» и «Савёловская».

## Достижения
- Победитель зоны «Восток» Второго дивизиона: 2002